# Байрем (Коннектикут)
Байрем (англ. Byram) — переписна місцевість (CDP) в США, в окрузі Ферфілд штату Коннектикут. Населення — 4493 особи (2020).

## Географія
Байрем розташований за координатами 41°0′3″ пн. ш. 73°39′14″ зх. д. / 41.00083° пн. ш. 73.65389° зх. д. (41.000892, -73.653877).  За даними Бюро перепису населення США в 2010 році переписна місцевість мала площу 2,24 км², з яких 2,07 км² — суходіл та 0,16 км² — водойми.

## Демографія
Згідно з переписом 2010 року, у переписній місцевості мешкало 4146 осіб у 1626 домогосподарствах у складі 1053 родин. Густота населення становила 1854 особи/км².  Було 1786 помешкань (799/км²).
Расовий склад населення:
| - 78,1 % — білих - 5,9 % — азіатів - 3,1 % — чорних або афроамериканців - 0,5 % — корінних американців - 9,6 % — осіб інших рас |

До двох чи більше рас належало 2,8 %. Частка іспаномовних становила 27,5 % від усіх жителів.
За віковим діапазоном населення розподілялося таким чином: 21,9 % — особи молодші 18 років, 65,2 % — особи у віці 18—64 років, 12,9 % — особи у віці 65 років та старші. Медіана віку мешканця становила 38,3 року. На 100 осіб жіночої статі у переписній місцевості припадало 93,6 чоловіків;  на 100 жінок у віці від 18 років та старших — 88,7 чоловіків також старших 18 років.
Середній дохід на одне домашнє господарство  становив 125 683 долари США (медіана — 83 947), а середній дохід на одну сім'ю — 131 070 доларів (медіана — 92 670). Медіана доходів становила 54 969 доларів для чоловіків та 60 074 долари для жінок. За межею бідності перебувало 7,7 % осіб, у тому числі 9,8 % дітей у віці до 18 років та 3,4 % осіб у віці 65 років та старших.
Цивільне працевлаштоване населення становило 2536 осіб. Основні галузі зайнятості: освіта, охорона здоров'я та соціальна допомога — 22,8 %, науковці, спеціалісти, менеджери — 12,5 %, роздрібна торгівля — 11,3 %, будівництво — 10,5 %.